# Luis Pérez (Dichter)
Luís Pérez (* Ende des 18. Jahrhunderts in Tucumán; † nach 1834) war Herausgeber zahlreicher Zeitungen und ist ein bedeutender Vertreter der gauchesken Dichtung.
1810 nahm er an der Mai-Revolution teil, später an diversen Schlachten zur Befreiung Perús. 1830 veröffentlichte er seine ersten gauchesken Tageblätter zur Unterstützung der Föderalisten, darunter El Gaucho, Torito de los Muchachos, Toro del Once  und La Negrita. Im Jahr darauf gab er La Gaucha heraus. Wegen eines Artikels, in El Toro del Once wurde seine Verhaftung angeordnet. Tomás de Anchorena engagierte sich auf Bitten Rosas’ hin zu seinen Gunsten. 1832 verfasste Pérez seine Diálogos (dt.: Gespräche) und Cartas (dt.: Briefe). 1833 veröffentlichte er die Zeitung El Avisador und nahm an der Revolución de los Restauradores (dt.: Revolution der Restauratoren) teil, infolgedessen Rosas (auch Restaurador genannt) seine Macht festigen konnte. 1834 gab Pérez die Zeitung El Gaucho Restaurador heraus. Im selben Jahr überwarf er sich mit seinem Mitarbeiter Pedro de Angelis, der zudem eine Art Hofgeschichtsschreiber Rosas’ war. Er äußerte zudem Beschuldigungen gegen den Wirtschaftsminister Manuel José García. Infolgedessen wurde erneut seine Verhaftung angeordnet. Seitdem ist vom weiteren Fortgang seines Lebens nichts bekannt.

## Werke
- Historia de Pancho Lugares (1830)